# Andropogon
Andropogon és un gènere de plantes família de les poàcies, ordre de les poals, clade de les commelínides, classe de les liliòpsides, divisió dels magnoliofitins.

## Taxonomia
- Andropogon distachyos L. - albellatge de dues espigues

Es reconeixen les següents espècies:
| - Andropogon abyssinicus R.Br. ex Fresen. - Andropogon aequatoriensis Hitchc. - Andropogon africanus Franch. - Andropogon alopecurus (Desv.) Hack. - Andropogon amethystinus Steud. - Andropogon andringitrensis (A.Camus) Voronts. - Andropogon angustatus (J.Presl) Steud. - Andropogon appendiculatus Nees - Andropogon arctatus Chapm. - Andropogon arenarius Hack. - Andropogon aridus Clayton - Andropogon auriculatus Stapf - Andropogon barretoi Norrmann & Quarín - Andropogon bentii Stapf - Andropogon bicornis L. - Andropogon bourgaei Hack. - Andropogon brachystachyus Chapm. - Andropogon brasiliensis A.Zanin & Longhi-Wagner - Andropogon brazzae Franch. - Andropogon burmanicus Bor - Andropogon cabanisii Hack. - Andropogon campestris Trin. - Andropogon canaliculatus Schumach. - Andropogon capillipes Nash - Andropogon carinatus Nees - Andropogon × catarinensis Norrmann & N.Nagah. - Andropogon chevalieri Reznik - Andropogon chinensis (Nees) Merr. - Andropogon chrysostachyus Steud. - Andropogon × coloratus Hack. - Andropogon columbiensis Gir.-Cañas - Andropogon cordatus Swallen - Andropogon crassus Sohns - Andropogon cretaceus Weakley & Schori - Andropogon crossotos Cope - Andropogon crucianus Renvoize - Andropogon cumulicola E.L.Bridges & Orzell - Andropogon curvifolius Clayton - Andropogon dealbatus (C.Mohr ex Hack.) Weakley & LeBlond | - Andropogon distachyos L. - albellatge de dues espigues - Andropogon diuturnus Sohns - Andropogon durifolius Renvoize - Andropogon eremicus Wipff & Shaw - Andropogon eucomus Nees - Andropogon exaratus Hack. - Andropogon festuciformis Rendle - Andropogon floridanus Scribn. - Andropogon gabonensis Stapf - Andropogon gayanus Kunth - Andropogon gerardi Vitman - Andropogon glaucescens Kunth - Andropogon glaucophyllus Roseng., B.R.Arrill. & Izag. - Andropogon glaziovii Hack. - Andropogon glomeratus (Walter) Britton, Sterns & Poggenb. - Andropogon greenwayi Napper - Andropogon × guaraniticus N.Nagah. & Norrmann - Andropogon gyrans Ashe - Andropogon hallii Hack. - Andropogon heterantherus Stapf - Andropogon hirsutior (Hack.) Weakley & LeBlond - Andropogon hypogynus Hack. - Andropogon ibityensis A.Camus - Andropogon imerinensis Bosser - Andropogon incomptus Clayton - Andropogon indetonsus Sohns - Andropogon ingratus Hack. - Andropogon insolitus Sohns - Andropogon itremoensis Voronts. - Andropogon ivohibensis A.Camus - Andropogon ivorensis Adjan. & Clayton - Andropogon kelleri Hack. - Andropogon lacunosus J.G.Anderson - Andropogon lateralis Nees - Andropogon lehmannii Pilg. - Andropogon leprodes Cope - Andropogon leucostachyus Kunth - Andropogon liebmannii Hack. - Andropogon ligulatus (Stapf) Clayton - Andropogon lima (Hack.) Stapf - Andropogon × lindmanii Hack. | - Andropogon lividus Thwaites - Andropogon longiberbis Hack. - Andropogon macrophyllus Stapf - Andropogon macrothrix Trin. - Andropogon mannii Hook.f. - Andropogon miamiensis E.L.Bridges & Orzell - Andropogon monocladus A.Zanin & Longhi-Wagner - Andropogon multiflorus Renvoize - Andropogon munroi C.B.Clarke - Andropogon palustris Pilg. - Andropogon × paraguariensis Norrmann & N.Nagah. - Andropogon perangustatus Nash - Andropogon perligulatus Stapf - Andropogon pinguipes Stapf - Andropogon platyphyllus Hack. - Andropogon pohlianus Hack. - Andropogon polyptychos Steud. - Andropogon pringlei Scribn. & Merr. - Andropogon pseudapricus Stapf - Andropogon pteropholis Clayton - Andropogon pumilus Roxb. - Andropogon pungens Cope - Andropogon pusillus Hook.f. - Andropogon saxicola A.Zanin, P.L.Viana, Welker & Filg. - Andropogon scabriglumis Swallen - Andropogon schirensis Hochst. ex A.Rich. - Andropogon selloanus (Hack.) Hack. - Andropogon × subtilior (Hack.) Norrmann - Andropogon tectorum Schumach. & Thonn. - Andropogon tenuiberbis Hack. - Andropogon tenuispatheus (Nash) Nash - Andropogon ternarius Michx. - Andropogon ternatus (Spreng.) Nees - Andropogon textilis Rendle - Andropogon thorelii A.Camus - Andropogon tolimensis Pilg. - Andropogon tracyi Nash - Andropogon trichozygus Baker - Andropogon tsaratananensis A.Camus - Andropogon urbanianus Hitchc. - Andropogon vetus Sohns - Andropogon virgatus Desv. - Andropogon virginicus L. |